# ادگار اسپریت
ادگار اسپریت (استونیایی: Edgar Spriit; ۲۹ سپتامبر ۱۹۲۲ – ۸ اوت ۱۹۹۳) روزنامه‌نگار، نویسنده، ویراستار، طنزپرداز، سیاستمدار و نماینده مجلس اهل استونی بود.